# Vil·les romanes de Cartago
Les vil·les romanes de Cartago és una zona de l'antiga Cartago (avui el barri "Quartier des Villas Romaines" a la moderna Carthage), al vessant oriental del turó de l'Odèon. Estan alineades formant un conjunt de vil·les habitades pels aristòcrates i notables de la ciutat establerts allí després de la seva refundació, posterior al 44 aC. Aquestes vil·les han estat excavades i estudiades; la més important és la de la Gabial que, com és costum, rep el nom per la figura del mosaic (en aquest cas del mosaic del pati, amb una gàbia amb moixons) edificada en peristil i amb una gran vista sobre la mar; al damunt una vil·la anomenada la Rotonda, d'estructura similar, i a l'altre costat del carrer una vil·la anomenada del criptopòrtic, que ha estat restaurada tant en l'arquitectura com en els jardins. La vil·la coneguda per la Rotonda podria haver estat un baptisteri o un memorial; era una edificació en part subterrània coberta per una cúpula amb dues galeries laterals, i els experts tendeixen darrerament a considerar-la una edificació d'època bizantina vinculada a la basílica de Damous El Karita.